# Parilimya maoria
Parilimya maoria är en musselart som först beskrevs av Dell 1963.  Parilimya maoria ingår i släktet Parilimya och familjen Parilimyidae. Inga underarter finns listade i Catalogue of Life.